# Betydande hinder
Betydande hinder kallas i den svenska tryckfrihetsförordningen från 1949 (TF), 2 kap. 15 §, sådana omständigheter som berättigar en myndighet att inte lämna ut allmänna handlingar för avgiftsfri läsning eller avskrivning "på stället" där de förvaras, trots att handlingarna är offentliga, dvs. inte omfattas av sekretess. Begreppet har funnits sedan 1810 års tryckfrihetsförordning. "Betydande hinder" kan enligt rättspraxis och tryckfrihetsförordningens förarbeten vara att handlingen är för fysiskt ömtålig för att kunna tillhandahållas, eller att den vid tidpunkten för begäran används av en tjänsteman (t.ex. under en domstolsförhandling). Det kan även röra sig om att myndighetens lokaler är utrymda, t.ex. på grund av bombhot, eller om att den som begär ut handlingarna har varit hotfull och därför inte bör få vistas i myndighetslokalerna, eller om att myndighetens verksamhet lamslås genom begäran. Huruvida något ska räknas som betydande hinder eller inte kan bedömas av domstol. Vid betydande hinder kan den sökande begära att mot avgift få kopior av handlingarna, enligt 2 kap. 16 § tryckfrihetsförordningen. När det gäller beställningar av avskrifter och kopior av allmänna handlingar mot avgift finns ingen motsvarighet till "betydande hinder" i TF, och även mycket stora beställningar av avskrifter och kopior måste därför skickas av en myndighet. Dock måste det vara praktiskt möjligt att framställa en avskrift eller kopia utan att handlingen förstörs.
Bestämmelsen om betydande hinder gäller bara handlingar. Den kan alltså inte tillämpas på sådana föremål hos en myndighet som inte ska betraktas som handlingar, såsom "begagnade strumpor, medicin i tablettform, havreflarn [... och] kräftskal". En runristning nära taket i Linköpings domkyrka betraktades inte som en handling och Svenska kyrkan behövde redan därför inte ge en person tillgång till den. Grundlagens bestämmelse ger, enligt den rättsvetenskapliga litteraturen, "knappast utrymme för att avslå en begäran enär betydande hinder möter mot att ta reda på om ett föremål utgör en (allmän) handling eller ej".

## Lagtexten i 2 kap. 15 § TF och hänvisning till annan myndighet i vissa fall
Den som begär ut en allmän handling som får lämnas ut ska genast eller så snart det är möjligt och utan avgift få ta del av handlingen på stället på ett sådant sätt att den kan läsas eller avlyssnas eller uppfattas på annat sätt. En handling får även skrivas av, avbildas eller tas i anspråk för ljudöverföring. Kan en handling inte tillhandahållas utan att en sådan del av handlingen som inte får lämnas ut röjs, ska den i övriga delar göras tillgänglig för sökanden i avskrift eller kopia.
 En myndighet är inte skyldig att tillhandahålla en handling på stället, om det möter betydande hinder. Detsamma gäller en upptagning som avses i 3 §, om sökanden utan beaktansvärd olägenhet kan ta del av upptagningen hos en närbelägen myndighet.
Rätten för en myndighet att hänvisa till en annan, närbelägen, myndighet, när någon har begärt att få ta del av en teknisk upptagning, gäller även om betydande hinder inte möter, så länge den närbelägna myndigheten förvarar handlingen i läsbar form. Sekretessjuristen Veronica C. Andersson (2018) menar att hänvisning inte bör ske om begäran gäller vissa ljudupptagningar, som "musik och inspelningar av djurläten", eftersom sådana knappast kan "återges i textform utan informationsbortfall". Hon menar att ordet "närbelägen" normalt avser "att de båda myndigheternas verksamhetsställen finns inom ett och samma stadssamhälle". Rörande begreppet "beaktansvärd olägenhet" skriver hon att om "den sökande är synskadad eller frihetsberövad bör inte heller hänvisning ske".

## Hänvisningar
1. ↑  "I 12 § [som idag motsvarar 15 §] andra stycket anges de fall i vilka myndighet kan vägra att tillhandahålla en handling, trots att den är offentlig" anges i proposition 1975/76:160, s 189.
2. ↑  Se t.ex. HFD 2019 ref. 1, där de "aktuella handlingarnas skick" innebar att "betydande hinder mot tillhandahållande på stället" fick "anses föreligga".
3. ↑  Benjamin Boman, När betydande hinder möter Arkiverad 26 augusti 2017 hämtat från the Wayback Machine.,  Förvaltningsrättslig Tidskrift 2017/2, s. 237-257
4. ↑  Se Högsta förvaltningsdomstolen i RÅ 1976 ref. 122
5. ↑  HFD 2019 ref. 1
6. ↑  V. Andersson, Allmänna strumpor?, Samhällsmagasinet Avsnitt (ISSN 2002-0090) nr 2017/1, s. 7
7. ↑  Runristning i kyrka inte allmän handling, Allmanhandling.se, 2018-02-25
8. ↑  Benjamin Boman, När betydande hinder möter, Förvaltningsrättslig Tidskrift 2017/2, s 243, not 30
9. ↑  Veronica C. Andersson, Myndigheters hänvisningsrätt i tryckfrihetsförordningen, Tidskrift för Folkets Rättigheter, 2018-06-30